# Liste du patrimoine immobilier classé de Lierneux
Cette page regroupe l'ensemble du patrimoine immobilier classé de la ville belge de Lierneux.
| Objet | Année de construction / Architecte | Adresse              | Section communale | Coordonnées                      | Numéro d’inventaire | Illustration |
| --- | ---------------------------------- | -------------------- | ----------------- | -------------------------------- | ------------------- | --- |
| Ferme, à l'exception de l'annexe agricole, n° 5 à Brux |                                    |                      | Brux              | 50° 17′ 26″ nord, 5° 49′ 19″ est | 63045-CLT-0003-01   | Image manquanteTéléverser |
| Maison |                                    | Rue du Centre, n° 90 | Lierneux          | 50° 17′ 00″ nord, 5° 47′ 37″ est | 63045-CLT-0004-01   | Maison |
| Bâtiments sis rue du Centre, n° 88, à savoir: le logis du XVIIe siècle: façades, toiture et l'extension du logis du XIXe siècle (façade avant et toitures); la grange: façades et toiture; les autres dépendances agricoles: façades et toiture. |                                    | Rue du Centre, n° 88 | Lierneux          | 50° 17′ 00″ nord, 5° 47′ 37″ est | 63045-CLT-0005-01   | Image manquanteTéléverser |
| Ferme, dite la Grande Ferme (cour, jardin et mur de clôture), n°s 44-45 |                                    |                      |                   | 50° 16′ 21″ nord, 5° 48′ 52″ est | 63045-CLT-0007-01   | Image manquanteTéléverser |
| Ferme sise n°23 à Jevigné : corps de logis et fenils (façades et toitures) et porche d'entrée (M) ainsi que l'ensemble formé par les monuments précités, la cour, le jardin et le mur qui clôture celui-ci (S)                                   |                                    |                      |                   | 50° 17′ 40″ nord, 5° 46′ 01″ est | 63045-CLT-0008-01   | Image manquanteTéléverser |
| Calvaire d'Arbrefontaine : Chapelles du chemin de croix d'Arbrefontaine (M) et ensemble formé par ces chapelles et leurs abords (S) |                                    |                      | Arbrefontaine     | 50° 18′ 15″ nord, 5° 50′ 15″ est | 63045-CLT-0012-01   | Calvaire d'Arbrefontaine : Chapelles du chemin de croix d'Arbrefontaine (M) et ensemble formé par ces chapelles et leurs abords (S) |
| L'église Notre-Dame (tour et ancien mécanisme d’horlogerie) |                                    |                      | Bra               | 50° 19′ 27″ nord, 5° 43′ 56″ est | 63045-CLT-0013-01   | L'église Notre-Dame (tour et ancien mécanisme d’horlogerie)                                                                         |
| Les façades et toitures de l'ensemble des bâtiments de la ferme sise au lieu-dit Le Lorgnon, n°s 37-38 |                                    |                      |                   | 50° 17′ 41″ nord, 5° 45′ 59″ est | 63045-CLT-0015-01   | Image manquanteTéléverser |
| Le chêne pédonculé sis à Trou de Bra, sur les Thiers, 21 à Bra-sur-Lienne |                                    | Sur les Thiers, 21   | Bra               | 50° 20′ 41″ nord, 5° 43′ 39″ est | 63045-CLT-0019-01   | Image manquanteTéléverser |